# 이몽전
이몽전(李蒙戩, ?~?)은 고려의 관리이다.

## 생애
993년, 소손녕(蕭遜寧)이 거란군을 이끌고 고려를 침략해 항복을 요구하자, 그는 예빈소경(禮賓少卿)으로서 거란군 진영으로 가 화친을 청했다. 그가 소손녕에게 고려를 침략한 이유를 묻자 소손녕은 고려가 화친을 원한다면 고려의 국왕이 빨리 와서 항복할 것을 요구하자 그는 개경으로 돌아가 소손녕의 말을 전했다.